# Loren Nowland
Loren Nowland (* 2. Dezember 1977) ist ein ehemaliger neuseeländischer Eishockeyspieler, der seine Karriere bei der Southern Stampede und den Canterbury Red Devils in der New Zealand Ice Hockey League verbrachte und mit beiden Klubs neuseeländischer Meister wurde.

## Karriere
Loren Nowland begann seine gesamte Karriere als Eishockeyspieler bei den Southern Stampede, für die er 2005 in der damals neugegründeten New Zealand Ice Hockey League debütierte. Gleich in den ersten beiden Jahren konnte er mit seiner Mannschaft den neuseeländischen Meistertitel erringen, wobei er 2005 zudem gemeinsam mit Simon Glass Torschützenkönig der Liga wurde. Im Folgejahr wurde er als wertvollster Spieler des Finales ausgezeichnet. Nach dem zweiten Titel verließ er die Mannschaft aus Queenstown und wechselte zu den Canterbury Red Devils nach Christchurch, mit denen er 2009 erneut Meister wurde. Nachdem er die Spielzeit 2010 erneut für die Southern Stampede gespielt hatte, beendete er seine Karriere.

### International
Mit der neuseeländischen Nationalmannschaft nahm Nowland lediglich an der Weltmeisterschaft 2008 in der Division II teil, musste aber punktlos den Abstieg in die Division III hinnehmen.

## Erfolge und Auszeichnungen
- 2005 Neuseeländischer Meister mit der Southern Stampede
- 2005 Torschützenkönig der New Zealand Ice Hockey League
- 2006 Neuseeländischer Meister mit der Southern Stampede
- 2006 Wertvollster Spieler des NZIHL-Finales
- 2009 Neuseeländischer Meister mit den Canterbury Red Devils

## NZIHL-Statistik
(Stand: Ende der Saison 2010)